# Булатниково (платформа)
Була́тниково — первый остановочный пункт Павелецкого направления Московской железной дороги. Расположен на северо-восточной окраине посёлка Булатниково в Ленинском районе Московской области. Станция была открыта в1932
Состоит из островной платформы, расположенной между первым и вторым путями. Третий путь не снабжен платформой. Проход на платформу осуществляется по настилу северной и южной части платформы. Платформа не оборудована турникетами. Билетная касса работает ежедневно с 6:00 до 18:30 с перерывами
В 2022 году сообщалось, что станция «Булатниково» входит в проект МЦД-5 и планируется, что она откроется в составе участка «Пушкино — Домодедово». Однако по данным на июнь 2025 года, запуск МЦД-5 не запланирован

## Фотографии

Вид в сторону МКАД